# PAM Development
PAM Development, également appelé Power and Magic Development, est une entreprise française créée en 1995 et basée à Paris, qui exerce son activité dans la production et le développement de jeux vidéo sur consoles. En 2006, elle est rachetée par Take-Two Interactive, les jeux sont depuis publiés par la filiale 2K Games,,.

## Description
PAM Development a été créé au début de l'année 1995, tout de suite deux projets ont été lancés. Un jeu de football Ronaldo V-Football pour la console PlayStation de Sony et pour PC. Le deuxième projet était l'adaptation du film WaterWorld pour la console Nintendo Game Boy.

## Ludographie
- Waterworld (Game Boy), 1995
- Snow Racer (PlayStation), 1998
- Ronaldo V-Football (PlayStation), 2000
- Pro Beach Soccer (Xbox, PlayStation 2, PC), août 2003
- Top Spin (Xbox, PlayStation 2, PC) novembre 2003, octobre 2004
- Top Spin 2  (Xbox 360, PC, Nintendo DS, Game Boy Advance) avril, novembre 2006
- Top Spin 3 (Xbox 360, PlayStation 3, Wii) juin 2008